# 梅契尼科夫环形山

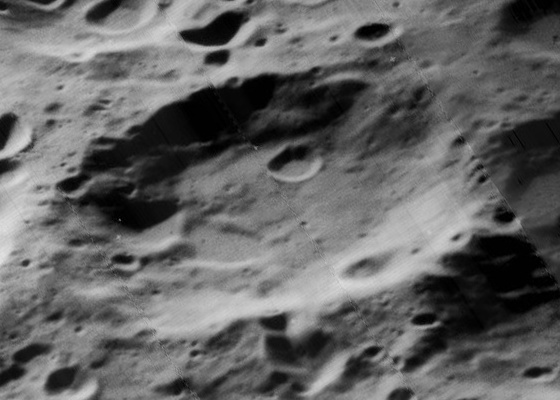
月球轨道器5号拍摄的斜视图

梅契尼科夫环形山(Mechnikov)是月球背面赤道区一座古老的大撞击坑，约形成于酒海纪期，其名称取自俄罗斯生物学家伊利亞·梅契尼可夫(1845年–1916年)，1970年被国际天文联合会正式批准接受。

## 描述
该陨坑西北紧邻巨大的科罗廖夫环形山、东北偏北坐落着季米里亚泽夫环形山、谢切诺夫环形山位于它的东北、东南偏东为帕申环形山、西南偏南则是伽罗瓦环形山，二者被一片宽约20-30公里的不规则地形隔开。该环形山中心月面坐标为10°28′S 148°59′W / 10.47°S 148.99°W，
直径58.8公里，深度2.7公里。
梅契尼科夫环形山外观大致圆形，受损程度中等，边缘仍较完整。坑壁因撞击侵蚀而趋缓，平直的东南外壁上穿插着一串短链坑，而东侧外壁上坐落着一座较大陨石坑；陨坑内侧壁坡各处宽窄不一。坑壁平均高出周边地形1210米，坑内容积3000公里3。碗状的坑底较为平坦，西北部有一座醒目的小陨坑，南部是二座撞击坑的残迹。卫星坑"梅契尼科夫 C"和"梅契尼科夫 D"附靠在它的东北侧边缘上。
梅契尼科夫环形山坑底覆盖着一系列来自伽罗瓦环形山东北一座小陨坑发出的射纹束，这些撞击溅发的射束呈扇状分布在它的表面。

## 卫星陨石坑
按惯例，最靠近梅契尼科夫环形山的卫星坑在月图上以字母标注在该坑中心点的旁边。

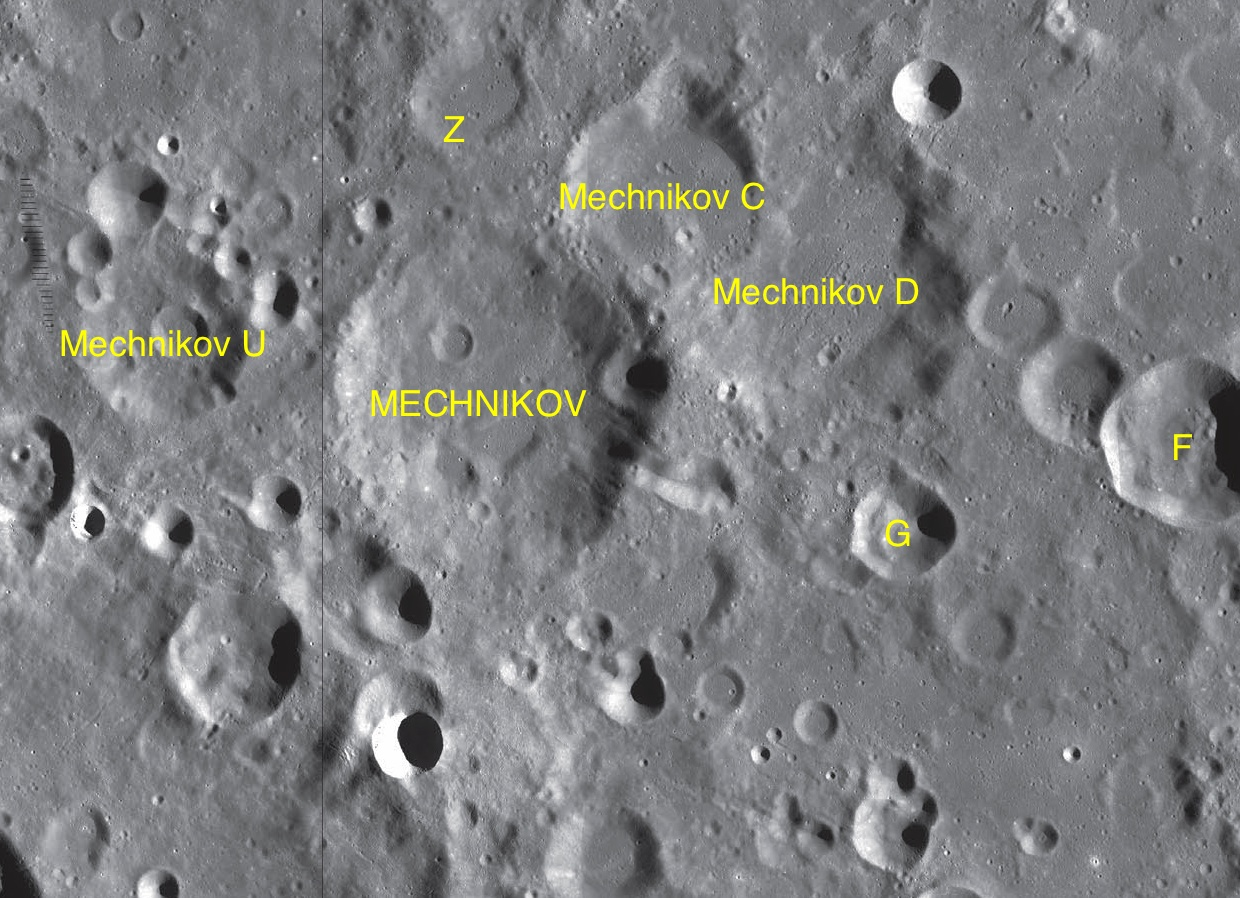
LAC-87和LAC-88拼接图.

| 梅契尼科夫 | 纬度    | 经度     | 直径    |
| ---------- | ------- | -------- | ------- |
| C          | 9.9° S  | 148.0° W | 35 公里 |
| D          | 10.2° S | 147.2° W | 53 公里 |
| F          | 11.3° S | 145.0° W | 30 公里 |
| G          | 11.8° S | 146.6° W | 17 公里 |
| U          | 10.6° S | 150.9° W | 30 公里 |
| Z          | 9.3° S  | 149.2° W | 21 公里 |